# Tvoi glaza
Tvoi glaza (in russo Твои глаза?) è un singolo della cantante ucraina Loboda, pubblicato il 6 settembre 2016 come terzo estratto dal terzo album in studio H2LO.

## Video musicale
Il video musicale, diretto da Natella Krapivina, è stato reso disponibile il 9 novembre 2016. Le riprese si sono svolte in Andalusia.

## Tracce
Testi e musiche di Igor' Majskij, Svitlana Loboda e Rita Dakota.
Download digitale
1. Tvoi glaza – 3:53

## Classifiche

### Classifiche settimanali
| Classifica (2016-17) | Posizione massima |
| -------------------- | ----------------- |
| Russia               | 1                 |
| Ucraina              | 2                 |

### Classifiche di fine anno
| Classifica (2016) | Posizione |
| ----------------- | --------- |
| Russia            | 66        |
| Ucraina           | 44        |
| Classifica (2017) | Posizione |
| Russia            | 20        |
| Ucraina           | 39        |
| Classifica (2018) | Posizione |
| Russia            | 116       |
| Ucraina           | 163       |
| Classifica (2019) | Posizione |
| Russia            | 179       |
| Ucraina           | 196       |
| Classifica (2020) | Posizione |
| Russia            | 144       |
| Classifica (2021) | Posizione |
| Russia            | 128       |
| Classifica (2024) | Posizione |
| Moldavia          | 142       |